# Cantó de Niça-3
El cantó de Niça-3 és un cantó francès del departament dels Alps Marítims, situat al districte de Niça. Compta amb part del municipi de Niça.

## Municipis
- Niça (barris de Riquier, Sant Ròc i el pol universitari Sant Joan d'Angeli)

## Història
| Data d'elecció                           | Identitat       | Partit        | Qualitat |
| ---------------------------------------- | --------------- | ------------- | -------- |
| 1961-1967                                | Virgile Barel   | PCF           |          |
| 1967-1973                                | M. Toussaint    | Divers droite |          |
| 1973-1982                                | Charles Caressa | PCF           |          |
| 1982-1998                                | Jean Icart      | UDF           |          |
| 1998-                                    | Jacques Victor  | PCF           |          |
| les dades anteriors no són pas conegudes |                 |               |          |
|                                          |                 |               |          |

| 1962 | 1968 | 1975 | 1982 | 1990 | 1999   | 2007   |
| ---- | ---- | ---- | ---- | ---- | ------ | ------ |
| -    | -    | -    | -    | -    | 32.066 | 33.984 |